# Sandeep Kumar (zapaśnik)
Sandeep Kumar (ur. 1 kwietnia 1983) – australijski zapaśnik, indyjskiego pochodzenia, walczący w stylu wolnym. Od 2007 roku obywatel australijski. Olimpijczyk z Pekinu 2008, gdzie zajął dwudzieste miejsce w kategorii 84 kg.
Zajął 21 miejsce na mistrzostwach świata w 2007. Mistrz Oceanii w 2008 roku.
Jest bratem Anila Kumara, zapaśnika reprezentującego Indie na igrzyskach w Barcelonie w 1992.